# Linia kolejowa Keila – Turba
Linia kolejowa Keila – Turba – linia kolejowa w Estonii łącząca stację Keila ze ślepym przystankiem Turba. 
Linia na całej długości jest zelektryfikowana i jednotorowa.

## Historia
Linia została zbudowana w latach 1902-1905 z myślą o połączeniu kolejowym z ówcześnie modnym kurortem Hapsal.
15 lipca 1965 zakończono elektryfikację odcinka Keila - Vasalemma. 4 września 1981 trakcja została przedłużona do Riisipere.
W 1995 zawieszono ruch osobowy na niezeletryfikowanym odcinku Riisipere - Haapsalu, a w 2004 fragment ten został rozebrany. Pod koniec lat 10. XXI w. odbudowano odcinek Riisipere - Turba, jednocześnie go eletryfikując i 8 grudnia 2019 przywrócono na nim ruch pociągów. Ten niespełna 7-kilometrowy odcinek jest najszybszą trasą kolejową w Estonii, z maksymalną dopuszczalną szybkością pociągów 140 km/h. Istnieją plany odbudowy linii do Haapsalu.
Początkowo linia leżała w Imperium Rosyjskim, w latach 1918 - 1940 położona była w Estonii, następnie w Związku Sowieckim (1940 - 1991). Od 1991 ponownie znajduje się w granicach niepodległej Estonii.